# Turton
Turton var en civil parish från 1866 till 1974, i grevskapet Lancashire, i England. Civil parish var belägen 12 km från Blackburn och hade 13 698 invånare år 1961. Turton var ett distrikt från 1894 till 1974 då den blev en del av Blackburn och Bolton.